# Реставрация
Реставра́ция (лат. restauratio — восстановление) — комплекс мероприятий, направленный на предотвращение последующих разрушений и достижение оптимальных условий продолжительного сохранения памятников материальной культуры, обеспечение возможности в дальнейшем открыть его новые, неизвестные ранее свойства.
В ходе реставрации укрепляются и восстанавливаются памятники истории, культуры и искусства, повреждённые и искажённые временем, вредными условиями, а также войнами и стихийными бедствиями.

## Термин
Гаспар Фоссати (1809—1883) первым ввёл в отечественную и мировую практику методы послойного удаления поздних наслоений красок и штукатурки, зарисовки открытых изображений и научные отчёты по реставрации. Он закрепил в русском языке термин «реставрация», который до этого не имел хождения.

## История
Реставрация произведений искусства в качестве отдельной области профессиональной деятельности формировалась в связи с появлением частных коллекций, когда возникла насущная необходимость продлевать сроки существования (функционирования) предметов искусства: живописи, иконописи, скульптуры, древних иллюминированных манускриптов. Первые сведения о реставраторах датируются средневековьем, школы профессиональной реставрации стали складываться в XVII—XVIII веках. Одним из первых профессиональных реставраторов в Италии был Пьетро Эдвардс.

## Виды реставрации

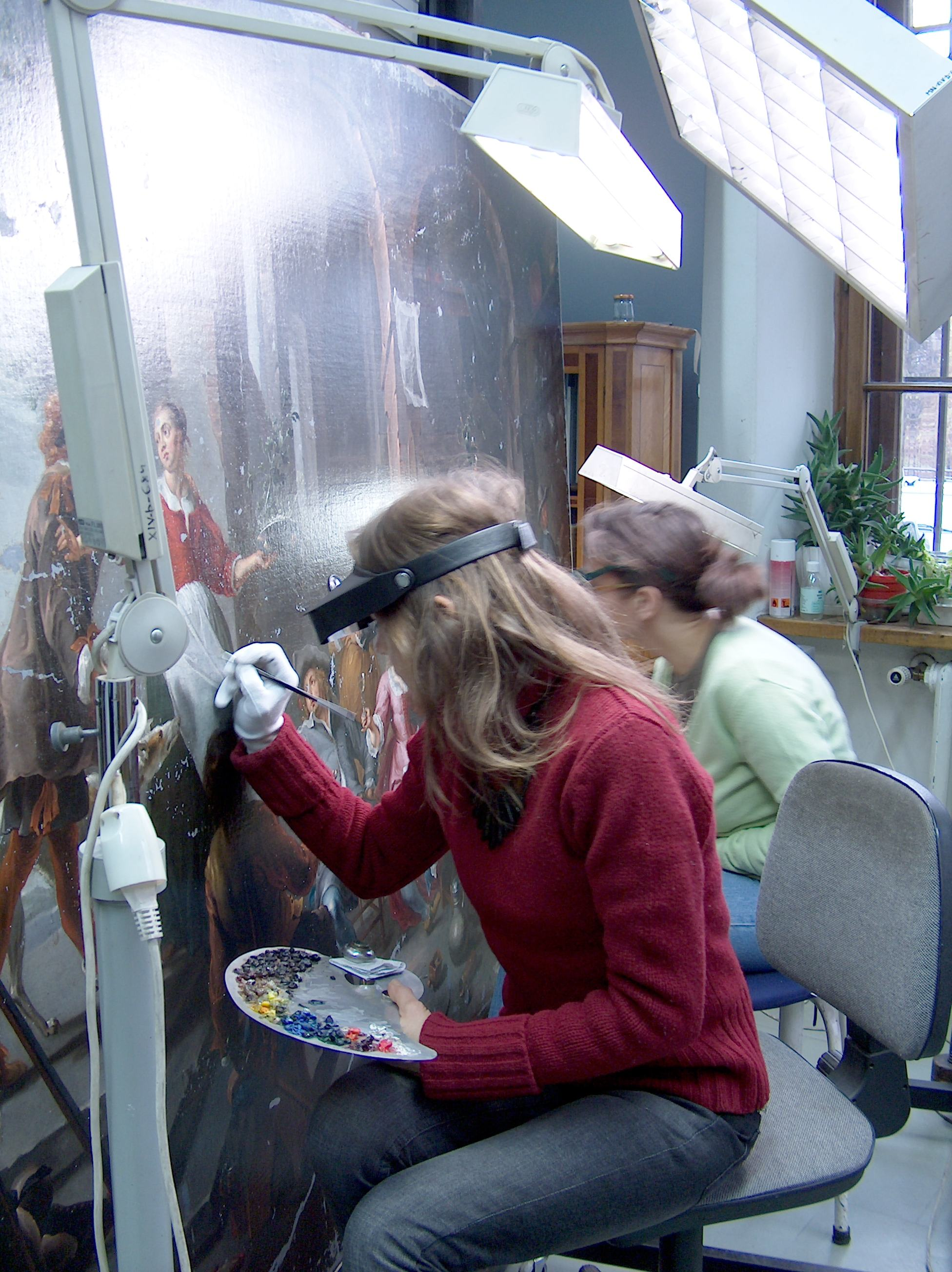
Реставрация станковой масляной живописи. Национальный музей, Варшава

Существует множество видов реставрации, выделяемые на основании разных признаков. Для всех видов основной целью реставрации является восстановление утрат предмета (как правило, полученных в результате эксплуатации — сколы, удары, разломы и многое другое), улучшение его внешнего вида, а также консервация, которая должна предотвратить дальнейшее разрушение.
Реставрация подразделяется на коммерческую и музейную. В первом случае цель — восстановить функциональность; во втором главной целью становится консервация, то есть сохранение текущего состояния. При этом музейная реставрация предполагает, как правило, только консервацию, а вмешательство в предмет применяется только в случаях крайней необходимости, например, при очевидных признаках обратимых процессов разрушения.

«§ 4. Сущность консервации памятников в том, чтобы поддерживать их в неизменном состоянии.»
— «Международная хартия по консервации и реставрации памятников и достопримечательных мест», Венеция, 1964 год.

## Этические проблемы

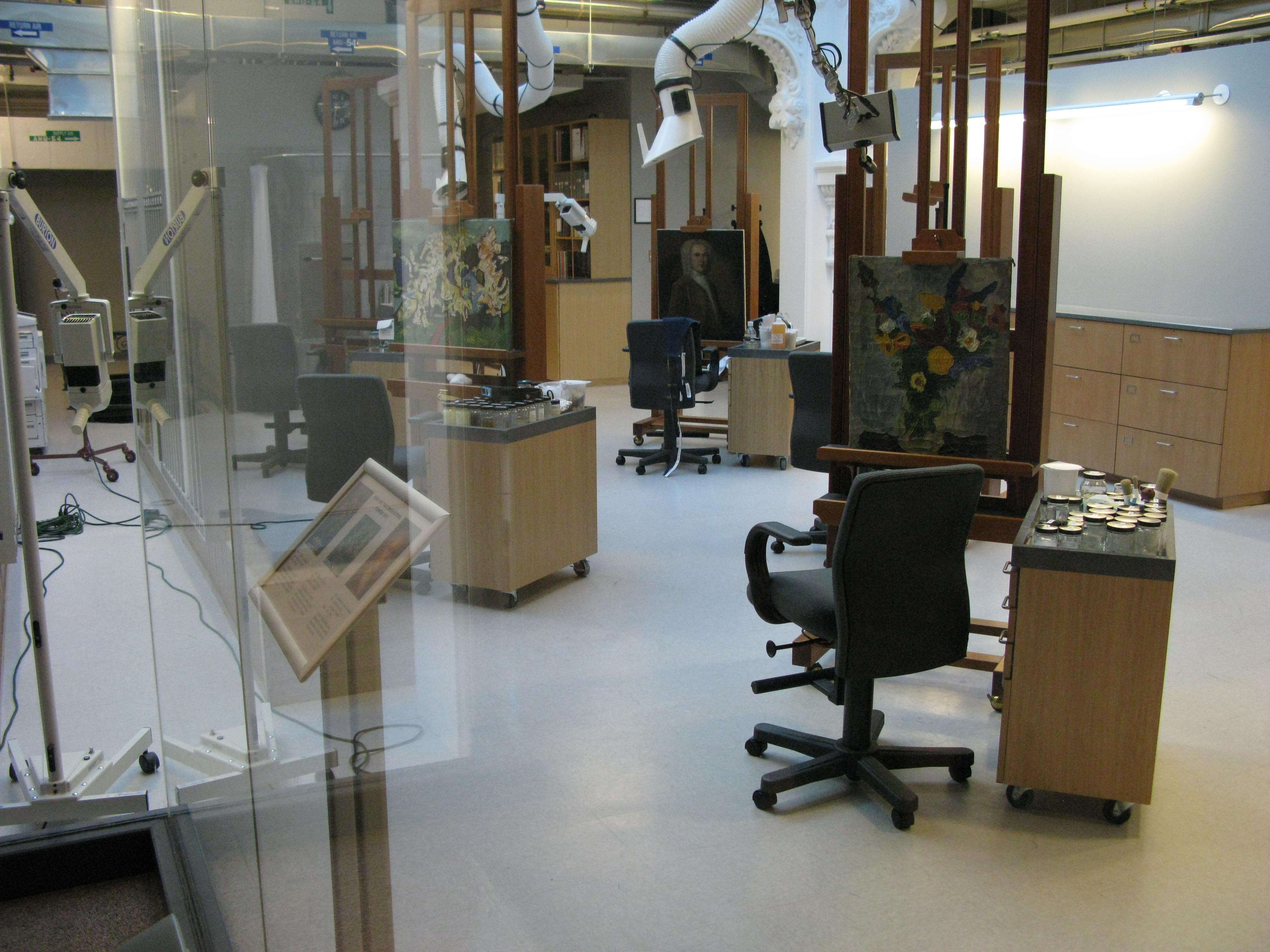
Реставрационная мастерская. Впервые посетители через стеклянную стену могут наблюдать за процессами консервации и реставрации. The Lunder Conservation Center, USA.

Реставрация, подобно любому другому виду человеческой деятельности, не является неизменной системой принципов и методов, но имеет своё историческое развитие и зависит от того, во имя чего сохраняется и реставрируется памятник.
По Ю. Г. Боброву, «развитие практической и теоретической деятельности породило три основные методологии, суть которых выражают три Великие Идеи реставрации.
- Первая — восстановление произведения в его первоначальном виде;
- Вторая — сохранение объекта в максимально возможной неприкосновенности,
- Третья — выявление и согласование исторических и художественных ценностей объекта»[5].

По А. Ф. Лосеву, «Реставрация предстаёт как форма или способ физической реализации процесса культурного наследования, и в этом смысле, подчиняется его закономерностям».

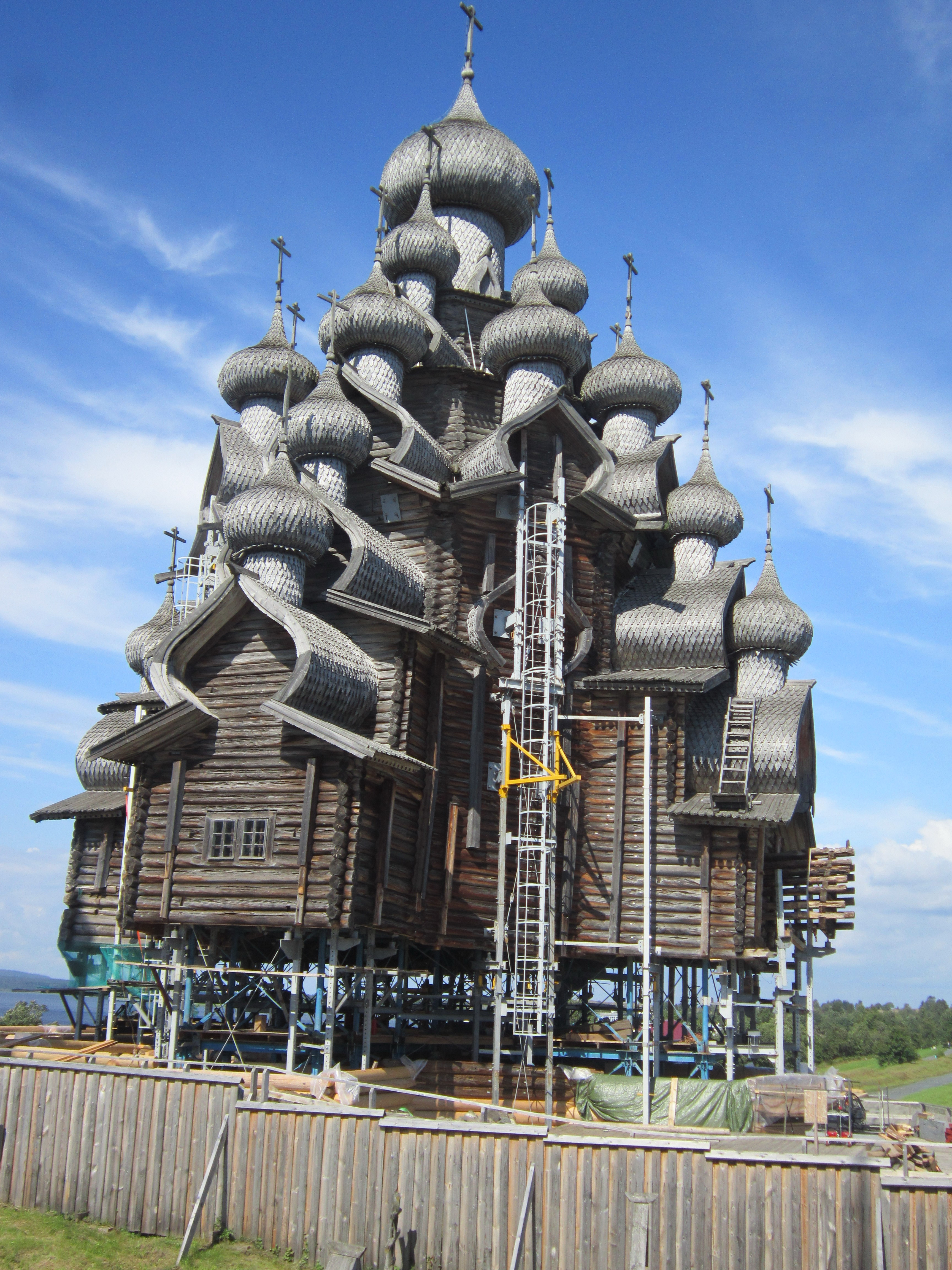
Реставрация Церкви Преображения Господня на острове Кижи

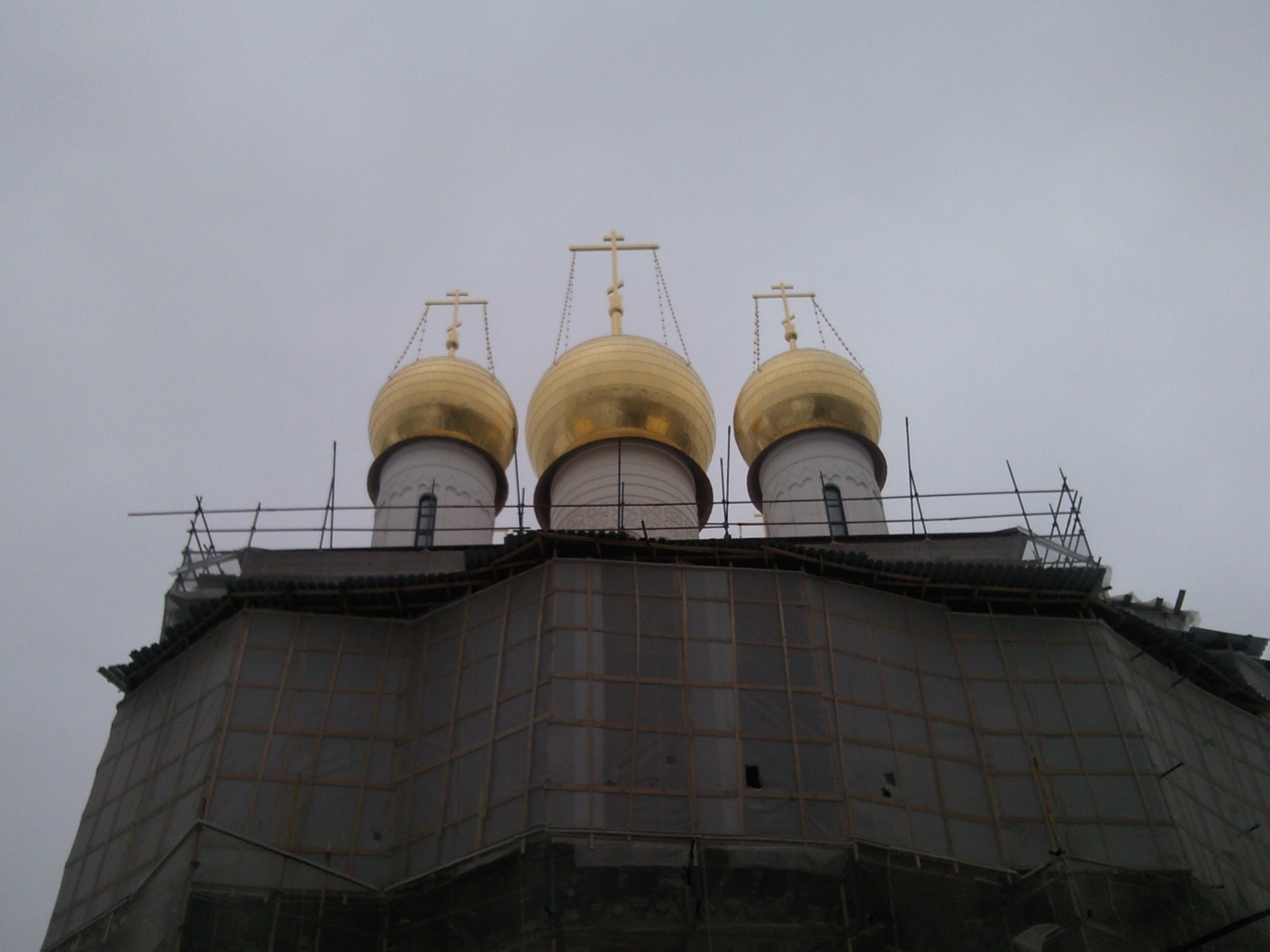
Реставрация Феодоровского собора в Санкт-Петербурге

Основные принципы научной реставрации и консервации:
- минимальное вмешательство в исторический материал произведения с максимальным его сохранением;
- обоснованность и определение любого реставрационного вмешательства;
- научность;
- археологическая реставрация;
- стилистическая реставрация;
- историзм;

Принцип историзма. В основе данного принципа лежит «… научное познание объективной действительности, в соответствии с которым объекты и явления должны рассматриваться с одной стороны в их закономерном историческом развитии, а с другой стороны в связи с конкретными условиями их существования. Принцип историзма включает также предсказание развития изучаемых объектов и явлений в будущем».
- правовое урегулирование взаимоотношений в реставрационной деятельности.

По мнению немецкого реставратора Ю. Генс, к реставрации объектов искусства не применимо высказывание «Заказчик всегда прав!». Это отличает её от многих других профессий, оказывающих коммерческие услуги. Кодекс профессионального реставратора не даёт права по прихоти клиента нарушать принцип «не навреди».
Для России сферу охраны памятников регулируют:
- Федеральный закон «Об объектах культурного наследия (памятниках истории и культуры) народов Российской Федерации». — М., 2002;
- «Положение об охране и использовании памятников истории и культуры». — М., 1982;
- «Инструкции о порядке учёта, обеспечения сохранности, содержания, использования и реставрации недвижимых памятников истории и культуры». — М., 1986;
- «Об организации зон охраны недвижимых памятников истории и культуры СССР».(приказ Министерства культуры СССР от 24.01.1986 № 33).

Наиболее крупный британский фальсификатор произведений изобразительного искусства XX века Эрик Хебборн утверждал, ссылаясь на собственный опыт, что целый ряд частных реставрационных мастерских не только восстанавливают старинные полотна, но и дополняют их такими элементами, которые могут резко поднять рыночную цену на них. Он заявлял, что сам приобрёл навыки подделки работ старых мастеров во время практики в мастерской британского реставратора венгерского происхождения Джорджа Акзеля.